# Åkers styckebruk
Åkers Styckebruk is een plaats in de gemeente Strängnäs in het landschap Södermanland en de provincie Södermanlands län in Zweden. De plaats heeft 2730 inwoners (2005) en een oppervlakte van 289 hectare.